# Michael Pittman Jr.
Michael Pittman Jr. (* 5. Oktober 1997 in Woodland Hills, Kalifornien) ist ein US-amerikanischer American-Football-Spieler auf der Position des Wide Receivers. Aktuell spielt er für die Indianapolis Colts in der National Football League (NFL).

## Frühe Jahre
Pittman wuchs im südlichen Kalifornien auf und besuchte die letzten drei Jahre seiner Highschoolzeit die Oaks Christian School in Westlake Village. In seinem letzten Jahr in der Highschool fing er 83 Pässe für 1990 Yards und 24 Touchdowns. Aufgrund seiner guten Leistungen erhielt Pittman ein Stipendium der University of Southern California, für die er ab 2016 spielte. Insgesamt kam er in 41 Spielen zum Einsatz und erzielte 19 Touchdowns. Im Jahr 2017 konnte er mit seinem Team die Pac-12 Conference gewinnen. Für seine Leistungen in seinem letzten Collegejahr erhielt er den Pop Warner Award und wurde ins Second-Team All-American berufen, außerdem wurde er 2017 und 2019 ins First-Team All-Pac 12 gewählt.

## NFL
Beim NFL-Draft 2020 wurde Pittman an 34. Stelle in der 2. Runde von den Indianapolis Colts ausgewählt. Sein NFL-Debüt gab er am 1. Spieltag der Saison 2020 bei der 20:27-Niederlage der Colts gegen die Jacksonville Jaguars. Dabei fing er auch seine ersten beiden Pässe in der NFL. Sein erstes Spiel als Starter war der 36:7-Sieg gegen die New York Jets am 3. Spieltag, bei dem er sich allerdings verletzte und bis zum 8. Spieltag ausfiel. Am 10. Spieltag konnte er beim 34:17-Sieg gegen die Tennessee Titans den Ball für 101 Yards fangen, sein erstes Spiel in der Liga mit über 100 gefangenen Yards. Seinen ersten Touchdown fing er beim 34:31-Sieg gegen die Green Bay Packers am 11. Spieltag von Quarterback Philip Rivers. Insgesamt kam er in seiner Rookie-Saison in 13 Spielen zum Einsatz, davon in 7 als Starter. Allerdings konnte er mit den Colts auch 11 Spiele gewinnen, während nur fünf Spiele verloren wurden. So qualifizierten sie sich für die Playoffs. Dort gab Pittman beim Spiel gegen die Buffalo Bills in der 1. Runde sein Debüt. Er konnte zwar 5 Pässe für 90 Yards fangen, nichtsdestotrotz unterlagen die Colts mit 24:27 und schieden direkt aus.
In der Saison 2021 entwickelte sich Pittman zum festen Stammspieler als Wide Receiver bei den Colts. So konnte er direkt am 2. Spieltag bei einer 24:27-Niederlage gegen die Los Angeles Rams den Ball für 123 Yards fangen, bis 2022 seine Karrierehöchstleistung. Am 7. Spieltag konnte er beim 30:18-Sieg gegen die San Francisco 49ers den Ball erneut für über 100 Yards fangen, diesmal für insgesamt 105. In der folgenden Woche konnte er bei der 31:34-Niederlage gegen die Tennessee Titans den Ball sogar für zwei Touchdowns im ersten Quarter von Quarterback Carson Wentz fangen. Am 15. Spieltag geriet er beim 27:17-Sieg gegen die New England Patriots in eine Handgreiflichkeit mit deren Safety Kyle Dugger und wurde daraufhin vorzeitig vom Spiel ausgeschlossen. Am 18. Spieltag konnte er bei der 11:26-Niederlage gegen die Jacksonville Jaguars zwar einen Touchdown und eine Two-Point-Conversion fangen, jedoch nicht verhindern, dass die Colts sich aufgrund der Niederlage doch nicht erneut für die Playoffs qualifizieren konnte. Insgesamt kam Pittman stets als Starter zum Einsatz und konnte mit insgesamt 6 gefangenen Touchdowns seine Bilanz der Vorsaison deutlich übertreffen. Außerdem konnte er dem Ball für insgesamt 1082 Yards fangen und wurde dadurch zum erst sechsten Receiver der Colts seit 2000, der in einer Saison den Ball für über 1000 Yards fangen konnte.
Auch in der Saison 2022 blieb er Stammspieler in der Offense der Colts. Er startete gut in die Saison und konnte beim 20:20-Unentschieden gegen die Houston Texans direkt am 1. Spieltag den Ball für 121 Yards und einen Touchdown von Matt Ryan, dem neuen Quarterback der Colts, fangen. Am 6. Spieltag konnte Pittman beim 34:27-Sieg gegen die Jacksonville Jaguars 13 Pässe für 134 Yards fangen, beides neue Karrierehöchstleistungen für ihn. Auch in der zweiten Saisonhälfte blieb Pittman der erste Wide Receiver in der Offense der Colts, die allerdings insgesamt in allen Statistiken eine der schlechtesten der Liga war. Pittman selbst konnte in der Saison zwar 99 Pässe fangen, dennoch erreichte er mit 925 Yards nicht die Marke von 1000 Yards aus der Vorsaison. Nichtsdestotrotz war er der statistisch beste Wide Receiver der Colts in der Saison, da er am meisten Yards und Touchdowns erzielte.
Zur Saison 2023 änderte sich einiges bei den Colts: Einerseits wurde mit Shane Steichen ein neuer Head Coach, andererseits mit Anthony Richardson ein neuer Quarterback verpflichtet. Dennoch blieb er einer der zentralen Receiver der Colts. Direkt am 1. Spieltag konnte er bei der 21:31-Niederlage gegen die Jacksonville Jaguars seinen ersten Touchdown der Saison vom neuen Quarterback Richardson fangen. Bei der 20:37-Niederlage gegen die Jaguars am 6. Spieltag konnte er 9 Pässe für 109 Yards fangen, seine Bestleistung in der Saison. Beim 30:13-Sieg gegen die Pittsburgh Steelers am 15. Spieltag zog er sich nach einem unfairen Block von Damontae Kazee eine Gehirnerschütterung zu und musste das Spiel verlassen. Kazee wurde von den Schiedsrichtern vom restlichen Spiel ausgeschlossen, Pittman verpasste auch das folgende Spiel gegen die Atlanta Falcons verletzungsbedingt. Er beendete die Saison mit 109 Pässen für 1152 Yards und vier Touchdowns.

## Privates
Michael Pittman Jr. ist der Sohn von Michael Pittman Sr., der ebenfalls als Spieler in der NFL aktiv war. Von 1998 bis 2008 spielte er als Runningback für die Arizona Cardinals, Tampa Bay Buccaneers und die Denver Broncos. Mit den Buccaneers gewann er 2003 auch den Super Bowl. Pittman Jr. hat 4 Geschwister, einer seiner jüngeren Brüder, Mycah, spielte College Football zunächst für die University of Oregon und aktuell für die Florida State University.
Gemeinsam mit seiner Frau Kianna betreibt Pittman Jr. einen Youtube-Kanal namens „Michael and Kianna“, der aktuell 446.000 Abonnenten hat. Er ist Vater einer Tochter und eines Sohnes.

## Karrierestatistiken
| Legende | Legende            |
| ------- | ------------------ |
| Fett    | Karrierehöchstwert |

### Regular Season
| Saison                             | Team             | Spiele | Spiele      | Gefangen  | Gefangen | Gefangen | Gefangen | Gefangen | Gelaufen | Gelaufen | Gelaufen | Gelaufen | Gelaufen | Fumbles | Fumbles  |
| Saison                             | Team             | Spiele | als Starter | Passfänge | Yards    | Avg      | Lang     | TD       | Versuche | Yards    | Avg      | Lang     | TD       | Fumble  | verloren |
| ---------------------------------- | ---------------- | ------ | ----------- | --------- | -------- | -------- | -------- | -------- | -------- | -------- | -------- | -------- | -------- | ------- | -------- |
| 2020                               | Colts            | 13     | 8           | 40        | 503      | 12,6     | 45       | 1        | 3        | 26       | 8,7      | 21       | 0        | 0       | 0        |
| 2021                               | Colts            | 17     | 17          | 88        | 1082     | 12,3     | 57       | 6        | 5        | 44       | 8,8      | 25       | 0        | 1       | 0        |
| 2022                               | Colts            | 16     | 16          | 99        | 925      | 9,3      | 51       | 4        | 3        | 30       | 10,0     | 19       | 0        | 2       | 1        |
| 2023                               | Colts            | 16     | 15          | 109       | 1152     | 10,6     | 75       | 4        | 0        | 0        | 0,0      | 0        | 0        | 2       | 1        |
| 2024                               | Colts            | 16     | 14          | 69        | 808      | 11,7     | 33       | 3        | 0        | 0        | 0,0      | 0        | 0        | 1       | 1        |
| gesamte Karriere                   | gesamte Karriere | 78     | 70          | 405       | 4470     | 11,0     | 75       | 18       | 11       | 100      | 9,1      | 25       | 0        | 6       | 3        |
| Quelle: pro-football-reference.com |                  |        |             |           |          |          |          |          |          |          |          |          |          |         |          |

### Postseason
| Saison                             | Team             | Spiele | Spiele      | Gefangen  | Gefangen | Gefangen | Gefangen | Gefangen | Gelaufen | Gelaufen | Gelaufen | Gelaufen | Gelaufen | Fumbles | Fumbles  |
| Saison                             | Team             | Spiele | als Starter | Passfänge | Yards    | Avg      | Lang     | TD       | Versuche | Yards    | Avg      | Lang     | TD       | Fumbles | verloren |
| ---------------------------------- | ---------------- | ------ | ----------- | --------- | -------- | -------- | -------- | -------- | -------- | -------- | -------- | -------- | -------- | ------- | -------- |
| 2020                               | Colts            | 1      | 1           | 5         | 90       | 18,0     | 32       | 0        | 1        | 11       | 11,0     | 11       | 0        | 0       | 0        |
| gesamte Karriere                   | gesamte Karriere | 1      | 1           | 5         | 90       | 18,0     | 32       | 0        | 1        | 11       | 11,0     | 11       | 0        | 0       | 0        |
| Quelle: pro-football-reference.com |                  |        |             |           |          |          |          |          |          |          |          |          |          |         |          |